# Försjön (Skede socken, Småland)
Försjön är en sjö i Vetlanda kommun i Småland och ingår i Emåns huvudavrinningsområde. Sjön har en area på 0,0966 kvadratkilometer och ligger 246,6 meter över havet.

## Delavrinningsområde
Försjön ingår i det delavrinningsområde (637518-146763) som SMHI kallar för Mynnar i Solgen. Avrinningsområdets medelhöjd är 243 meter över havet och ytan är 18,14 kvadratkilometer. Det finns ett delavrinningsområde uppströms, och räknas det in blir den ackumulerade arean 27,06 kvadratkilometer. Krabbebäcken som avvattnar avrinningsområdet har biflödesordning 2, vilket innebär att vattnet flödar genom totalt 2 vattendrag innan det når havet efter 177 kilometer. Delavrinningsområdet består mestadels av skog (83 procent). Avrinningsområdet har 0,16 kvadratkilometer vattenytor vilket ger det en sjöprocent på 0,9 procent.